# التهاب كبيبات الكلى التكاثري الحاد
التهاب كبيبات الكلى التكاثري الحاد أو الْتِهابُ الكُلْيَةِ التَّالِي للعِقْدِيَّات هو اضطراب الكبيبات (التهاب كبيبات الكلى) أو الأوعية الدموية الصغيرة في الكلى. وهو يعتبر من المضاعفات الأكثر شيوعا للالتهابات البكتيرية كعدوى الجلد (القوباء) من قبل البكتيريا العقدية 12 و 4 و 1 أو التهاب الحلق العقدي. يمكن أن يكون التهاب كبيبات الكلى عامل خطر لحصول البول الزلالي. في البالغين، علامات وأعراض العدوى قد تكون موجودة في الوقت الذي يبدأ فيه التهاب كبيبات الكلى. التهاب كبيبات الكلى الحاد أدى إلى 19,000 حالة وفاة في عام 2013 انخفاضا من 24,000 حالة وفاة في عام 1990 في جميع أنحاء العالم.

## العلامات والأعراض

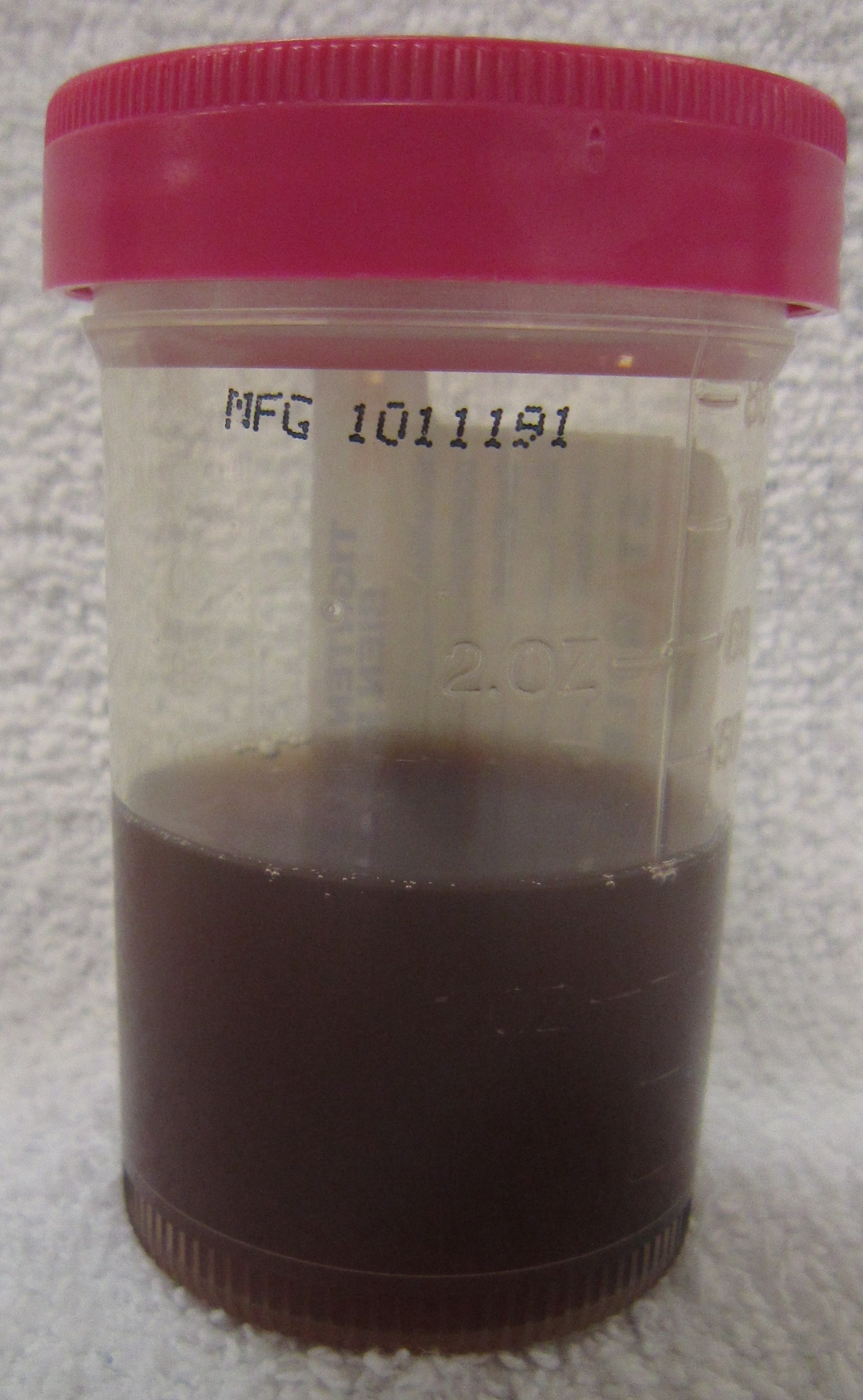
دم في البول

علامات وأعراض الحاد التهاب كبيبات الكلى التكاثري هي:
- بول دموي[5]
- قلة البول[6]
- الاستسقاء[7]
- ارتفاع ضغط الدم[7]
- حمى ( صداع، الشعور بالضيق، فقدان الشهية، غثيان.)[8]

## الأسباب
يحدث التهاب كبيبات الكلى التكاثري الحاد (التهاب الكلية التالي للعقديات) بسبب إصابة البلعوم أو الجلد ببكتيريا المكورات العقدية، عادةً بعد ثلاثة أسابيع من العدوى، مع الأخذ في الاعتبار الوقت اللازم لارتفاع نسبة الأصداد وبروتينات المتممة. تسبب العدوى حدوث التهاب في الأوعية الدموية في الكلى، ما يعيق قدرتها على تصفية البول. يصيب التهاب كبيبات الكلى التكاثري الحاد الأطفال بشكل شائع.

## الفيزيولوجيا المرضية
تشمل الفيزيولوجيا المرضية لهذا الاضطراب آلية متواسطة بمعقدات مناعية، وهي تفاعل فرط الحساسية من النوع الثالث. ينتج هذا الاضطراب بروتينات لها محددات مستضدية مختلفة، والتي بدورها تملك ألفة لمواقع معينة في الكبيبة. بمجرد حدوث الارتباط في الكبيبة، من خلال التفاعل مع البروبيردين، تنشط المتممة. يسبب تثبيت المتممة تحرر وسائط التهابية إضافية.

## التشخيص
يمكن استخدام طرق التشخيص التالية في حالة التهاب كبيبات الكلى التكاثري الحاد:
- خزعة الكلى
- دراسة جملة المتممة
- الدراسات التصويرية
- دراسات الدم الكيميائية

سريريًا، يشخص التهاب كبيبات الكلى التكاثري الحاد بعد التشخيص التفريقي بين (وفي النهاية، تشخيص) القوباء العنقودية والعقدية. من الناحية المصلية، يمكن تطبيق اختبارات الواسمات التشخيصية؛ يمكن استخدام اختبار الستربتوزيم الذي يقيس نسبة أضداد المكورات العقدية: مضاد ستربتوليزين، ومضاد الهيالورونيداز، ومضاد الستربتوكيناز، ومضاد النيكوتيناميد-أدينين ثنائي النوكليوتيد، ومضاد الدناز (ديوكسي ريبو نوكلياز) ب.

### التشخيص التفريقي
يعتمد التشخيص التفريقي لداء الكبيبات التكاثري الحاد على ما يلي:
1. أسباب التهاب كبيبات الكلى الحاد:
- اعتلال الكلية بالجلوبيولين المناعي A
- ذئبة التهاب الكلى
- التهاب كبيبات الكلى الغشائي التكاثري من النمط 1
- التهاب الشغاف الجرثومي
- التهاب الكلية التحويلي
- وجود الغلوبيولينات البردية في الدم

2.    المتلازمة الكلوية
3.  أسباب الوذمة المعممة:
- سوء التغذية
- سوء الامتصاص
- إصابة كلوية
- فشل الكبد
- قصور القلب الأيمن
- وذمة وعائية

## الوقاية
ليس من الواضح ما إذا كانت الوقاية من التهاب كبيبات الكلى التكاثري الحاد (التهاب الكلية التالي للعقديات) ممكنة باستخدام العلاج المبكر بالمضادات الحيوية، إذ تزعم بعض الدراسات أن المضادات الحيوية يمكن أن تمنع تطور التهاب كبيبات الكلى التكاثري الحاد.

## العلاج
يشمل تدبير التهاب كبيبات الكلى التكاثري الحاد بشكل أساسي ضبط ضغط الدم. يمكن اتباع نظام غذائي منخفض الصوديوم في حال ارتفاع ضغط الدم. يجب التحكم في مستوى البوتاسيوم لدى الأفراد الذين يعانون من أمراض الكلى الحادة مع قلة البول. يمكن استخدام مدرات البول الثيازيدية أو العروية لتقليل الوذمة والتحكم في ارتفاع ضغط الدم في نفس الوقت؛ لكن يجب مراقبة الشوارد مثل البوتاسيوم. يمكن إضافة حاصرات بيتا و/أو حاصرات قنوات الكالسيوم و/أو مثبطات الإنزيم المحول للأنجيوتنسين إذا لم يكن استخدام المدرات كافيًا.

## علم الأوبئة
نتج عن التهاب كبيبات الكلى الحاد 19000 حالة وفاة في عام 2013 انخفاضًا من 24000 حالة وفاة في عام 1990.